# Košíkov
Košíkov (německy Koschkow, do roku 1926 Koškov) je vesnice, část města Velká Bíteš v okrese Žďár nad Sázavou. Nachází se asi 2 km na jihovýchod od Velké Bíteše. Prochází zde silnice II/395. V roce 2009 zde bylo evidováno 93 adres. V roce 2001 zde trvale žilo 165 obyvatel.
Košíkov je také název katastrálního území o rozloze 6,18 km2.

## Pamětihodnosti
Stojí zde kostel svatého Bartoloměje. První zmínka o kostele pochází ze začátku 13. století.